# Efferia knowltoni
Efferia knowltoni este o specie de muște din genul Efferia, familia Asilidae. A fost descrisă pentru prima dată de Stanley Willard Bromley în anul 1937.
Este endemică în Utah. Conform Catalogue of Life specia Efferia knowltoni nu are subspecii cunoscute.